# Палац молоді «Юність» (Донецьк)

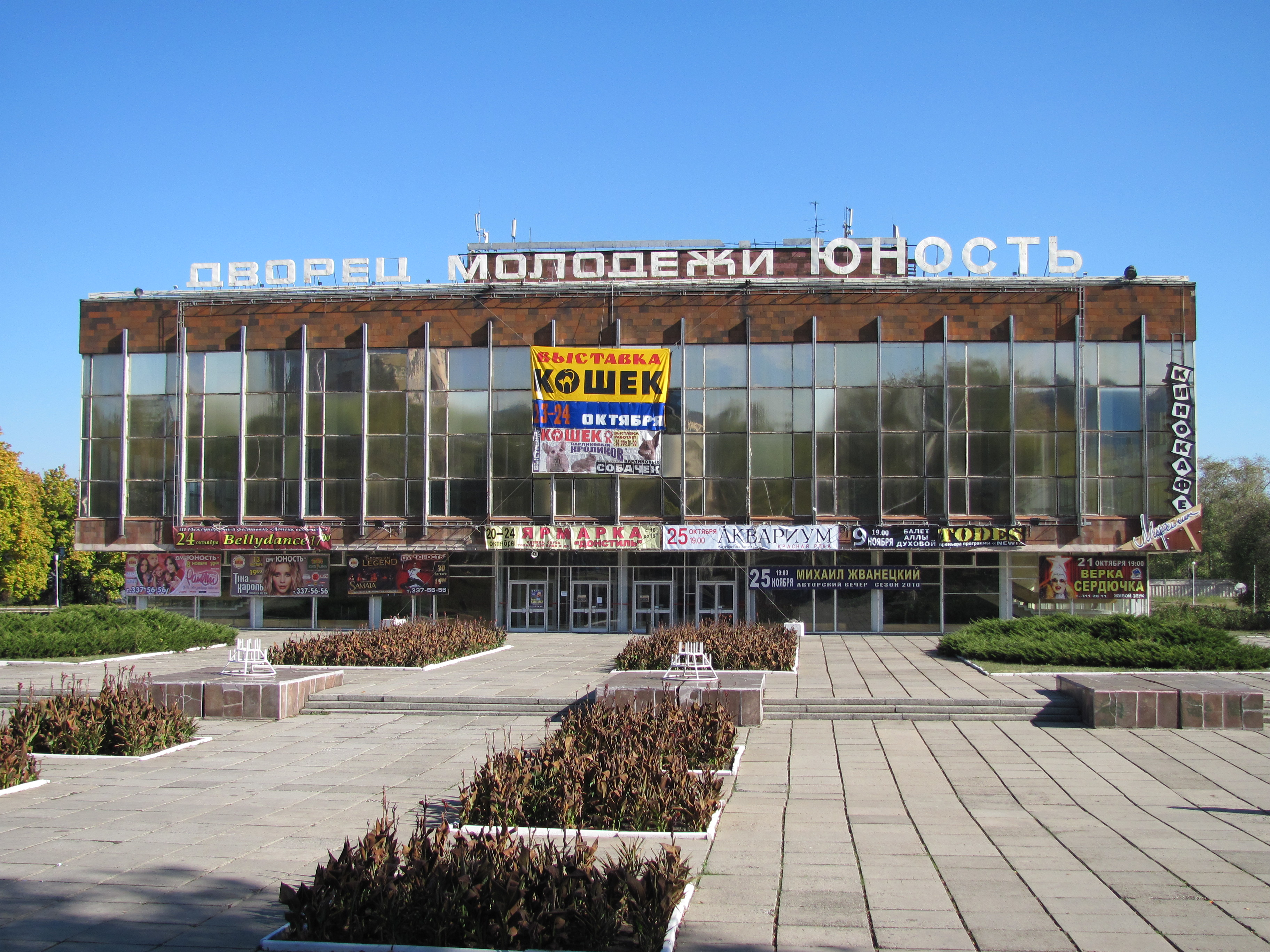
Палац молоді «Юність»

48°01′24″ пн. ш. 37°48′23″ сх. д. / 48.0234° пн. ш. 37.8065° сх. д.
Палац молоді «Юність» — позашкільний навчальний заклад, обласний методичний центр виховної роботи та організації вільного часу молоді. Розташований у Київському районі Донецька за адресою вул. Челюскінців, 189. Заснований 29 жовтня 1975 року.
Палац молоді «Юність», розміщений біля входу до Міського парку культури і відпочинку. Неподалік від ПМ «Юність» розташовані такі пам'ятки Донецька як виставковий центр ЕкспоДонбас і новий стадіон Донбас Арена.
Під одним дахом тут зосереджений багатофункціональний комплекс, основними компонентами якого є зал для глядачів на 1200 місць зі сценою, спортивний зал на 400 місць, плавальний басейн із трибунами і клубні кімнати. Авторська група архітекторів і інженерів під керівництвом А. Т. Полянського передбачила можливість об'єднання глядацького і спортивного залів в один простір. Коментаторські кабіни при спортивному залі і плавальному басейні також поєднані в одному просторі, що дозволяє вести передачі як зі спортивного залу, так і з плавального басейну.
У сучасному Палаці молоді «Юність» є всі умови для роботи гуртків, секцій, творчих колективів. Тут працюють клуби за інтересами. На базі цих гуртків регулярно проводяться різні масові заходи та конкурси. Найпопулярнішим родом діяльності палацу вважається КВК.
Під час Війни на сході України російськими терористами палац був повністю знищений.